# Ciclul solar 14

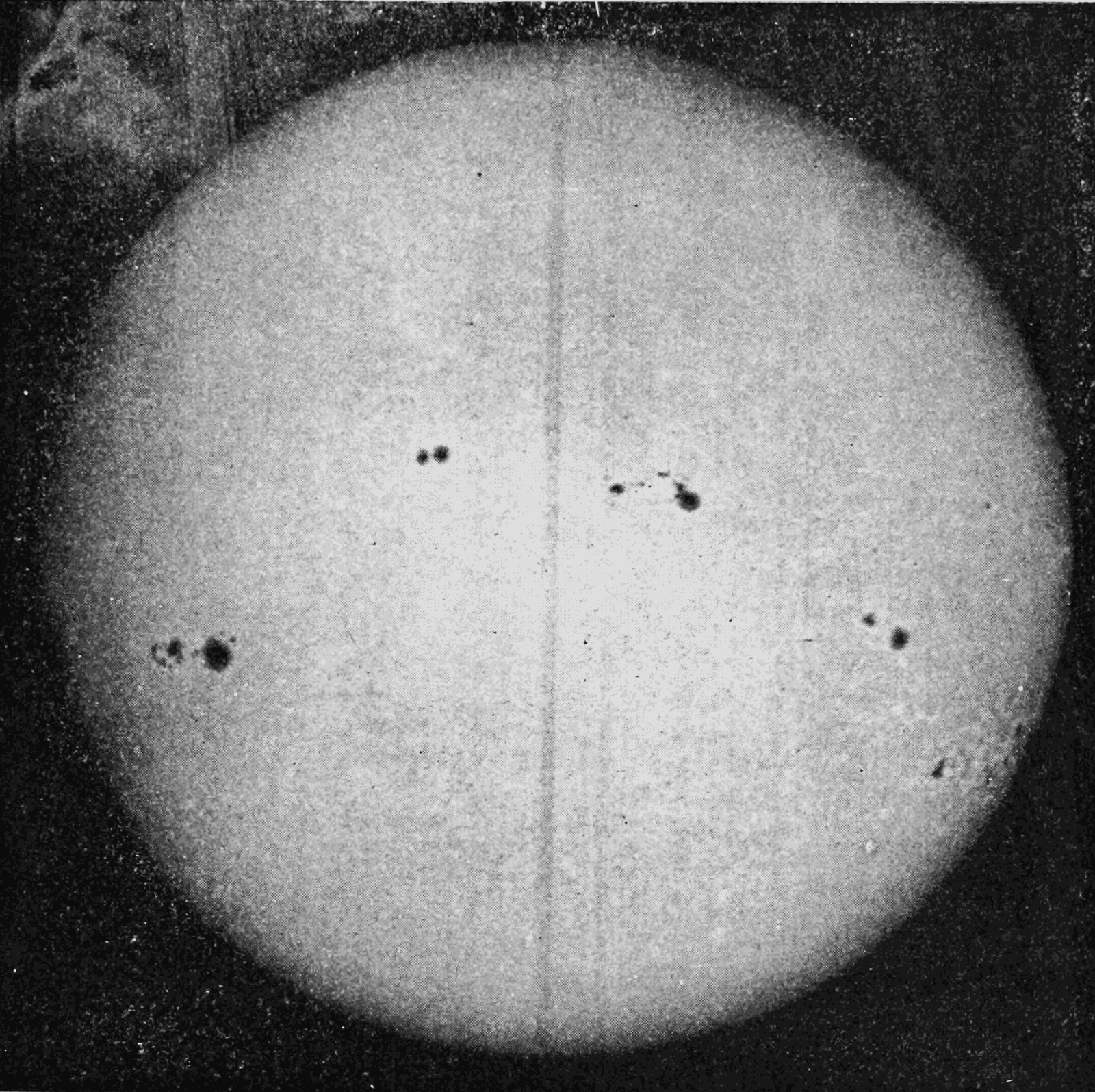
Soarele, cu câteva pete solare vizibile, în timpul ciclului solar 14 (1904)

Ciclul solar 14 este al paisprezecelea ciclu solar din 1755, data începutului urmăririi extensive a activității și a petelor solare. Ciclul solar a durat 11,5 ani, începând în ianuarie 1902 și terminând în iulie 1913. Numărul maxim de pete solare observat în timpul ciclului solar a fost de 107,1, în februarie 1906 (cel mai mic de la Minimul lui Dalton), iar minimul de început a fost de 4,5. În timpul tranzitului de minimă activitate solară, de la ciclul solar 14 la ciclul solar 15, au existat un total de 1023 de zile fără pete solare (al doilea cel mai mare număr înregistrat din orice ciclu de până acum).
Furtunile geomagnetice din noiembrie 1903, martie 1905 și septembrie 1909 au afectat liniile telegrafice.